# Оллкок, Терри
Теренс (Терри) Олкок (англ. Terence (Terry) Allcock; 10 декабря 1935, Лидс, Уэст-Йоркшир — 10 июня 2024) — английский футболист и крикетист; в футболе выступал на позиции нападающего за клубы «Болтон Уондерерс» и «Норвич Сити».

## Футболист

### Болтон Уондерерс
Уроженец Лидса, начинал карьеру в клубе «Болтон Уондерерс» (до этого был капитан команды школьников Йоркшира). В интервью 2004 года для книги «Двенадцать великих канареек» (англ. Twelve Canary Greats) он рассказал, что причиной его ухода в «Болтон» стал переезд отца в Блэкпул, а клуб разрешил Теренсу приезжать из города на матчи. В октябре 1953 года состоялся дебют в игре против «Манчестер Сити»: за первые 20 минут Олкок оформил дубль. Однако в команде он не мог закрепиться, поскольку проигрывал в стартовом составе места таким игрокам, как Нэт Лофтхаус, Вилли Мойр и Харольд Хассалл. В марте 1958 года он перешёл в «Норвич Сити»; в своём последнем сезоне в Кубке Англии он забил два мяча за «Болтон» в игре против «Йорк Сити».

### Норвич Сити
В своём первом сезоне он сумел дойти с командой до полуфинала Кубка Англии, играя при этом в Третьем дивизионе Футбольной лиги. В ходе розыгрыша он забил гол в ворота «Тоттенхэма» на «Уайт Харт Лейн». Всего он сыграл 389 матчей за «Норвич Сити», последним матчем стала игра 23 апреля 1969 года против «Блэкберн Роверс». Со 127 голами он занимает второе место в истории клуба, отставая на пять голов от Джонни Гэвина. Большую часть игровой карьеры он провёл на позиции нападающего, хотя пять последних сезонов играл на позиции хавбека. Также он является рекордсменом клуба по голам за один сезон (37).

## Крикетчик
В крикете выступал на позиции уикет-кипера за Норфолк в 1959—1975 годах в так называемом малом чемпионате графств. Всего он сыграл 36 матчей за клуб. Дебютный матч класса A отыграл в Кубке Gillette 1965 года против Гэмпшир, в игре он вывел с помощью кота (англ. caught) капитана команды Хэмпшира Колина Инглби-Маккензи, а будучи бэтсменом, совершил 21 ран, прежде чем его вывел Бутч Уайт. Сыграл также матч Кубка Gillette 1968 года против Чешир. Он совершил 4 рана, прежде чем его вывел из игры Джерри Хардстафф.

## После игровой карьеры
Олкок входил в тренерский штаб «Норвич Сити» до 1973 года, прежде чем на некоторое время уйти в «Манчестер Сити». С 2002 года являлся одним из стюардов «Карроу Роуд», также включён в Зал славы ФК «Норвич Сити». Также являлся партнёром в семейном похоронном бизнесе.
Умер вечером 10 июня 2024 года в возрасте 88 лет.